# Katrine Marçal
Katrine Linda Mathilda Kielos-Marçal (nascida Kielos; em 24 de outubro de 1983) é uma autora, jornalista e correspondente sueca do jornal diário sueco Dagens Nyheter.

## Biografia
Katrine Kielos-Marçal atuou como editorialista-chefe do jornal sueco Aftonbladet, onde escreveu principalmente sobre política financeira sueca e internacional e feminismo. Ela é bacharel pela Universidade de Uppsala e também foi redatora freelancer para a página de cultura Expressen. Em 2013, o jornal sueco Dagens Nyheter atribuiu a ela o terceiro prêmio anual Lagercrantzen para a crítica. Ela também recebeu o Prêmio Jolo de Jornalismo em 2015.[carece de fontes?]
Katrine Kielos-Marçal entrevistou economistas e investidores importantes como Nassim Nicholas Taleb e Steve Eisman como parte do seu trabalho para o canal sueco de notícias financeiras EFN. A sua entrevista com o antigo ministro das Finanças grego, Yanis Varoufakis, sobre a crise da dívida europeia, foi vista mais de 1 milhão de vezes no YouTube. Em 2015, ela foi listada como uma das 100 mulheres da BBC.

## Trabalhos escritos
Além do jornalismo, Katrine Kielos-Marçal também escreveu dois livros até agora. Os mais famosos deles são Det enda könet (O único sexo, em sueco), discute a relação entre economia e patriarcado, foi indicado ao Prêmio de agosto de 2012. Uma tradução para o inglês de Saskia Vogel foi publicada no Reino Unido sob o título Who Cooked Adam Smith's Dinner? Desde então, o livro foi traduzido para 20 idiomas. Margaret Atwood chamou-o de “Um livro inteligente, engraçado e legível sobre economia, dinheiro [e] mulheres”.

### Quem preparava o jantar de Adam Smith?
O livro Quem preparava o jantar de Adam Smith? de 2015 escrito por Katrine Marçal é uma crítica feminista à economia que visa expor a negligência histórica dos papéis das mulheres, particularmente nas esferas domésticas. Katrine questiona o paradigma simplista do “homem econômico” e destaca a influência da ideologia neoliberal no pensamento econômico contemporâneo. Ela traça a evolução da economia, onde uma perspectiva economicista foi inicialmente vista como absurda e tabu, apenas para se tornar gradualmente normalizada, exemplificada pelas ideias de Gary Becker. Katrine Marçal reflete sobre a previsão de Keynes (que era pessimista em termos de crescimento) de um mundo em 2030 onde o trabalho assalariado dá lugar à arte, à poesia e à contemplação, contrastando-a com o que chama de obsessão contemporânea pelo pensamento econômico. Ela sublinha como a noção de “indivíduos racionais” nos cega para as questões sociais e também comenta que “O que é bom para os ricos e poderosos é quase sempre 'bom para a economia'”.

## Vida pessoal
Em 2012, reltou-se que ela estava morando em Hertfordshire, na Inglaterra. Desde 2014, ela é casada com o britânico designer de jardins Guy Marçal, de quem herdou o sobrenome atual.